# Snøtoppbreen
De Snøtoppbreen is een gletsjer op het eiland Nordaustlandet, dat deel uitmaakt van de Noorse eilandengroep Spitsbergen.

## Geografie
De gletsjer ligt op het schiereiland Laponiahalvøya, onderdeel van Gustav-V-land. Hij is noord-zuid georiënteerd en heeft een lengte van ongeveer drie kilometer.
Op het schiereiland liggen nog twee gletsjers, de ongeveer vijf kilometer naar het noordoosten gelegen Vågsbreen en de tien kilometer oostelijker gelegen Mikkel Revbreen.